# Старшая евангелическая церковь (Хердекке)
Старшая евангелическая церковь (нем. ev. Pfarrkirche) является центральной евангелической церковью города Хердекке.

## История
Согласно преданию, церковь на месте современной центральной церкви Хердекке возникла в 810 году. Она была основана как католический штифт племянницей Карла Великого Фредеруной. Документально эти сведения не находит подтверждения.
Женский штифт подтверждается только примерно с 1183/87 годов, когда впервые упоминается название населённого пункта «Херреке» (Herreke). В 1214 году уже говорится об одной из аббатис полумонашеского женского штифта.
Материальные следы первой церкви могут считаться доказанными только с 1240 года. Уже с тех пор штифт находился под покровительством Девы Марии.
В период Реформации женская обитель становится лютеранско-евангелическим объединением, затем имперско-светским штифтом. После Тридцатилетней религиозной войны штифт становится смешанно-конфессиональным. Согласно положению о квотах, каждая четвёртая настоятельница становилась католичкой и, соответственно, штифт получал 1/4 финансирования, предназначенную для монашек-католичек.
В 1812 году штифт был распущен и действующей осталась только церковь, ставшая приходской евангелической.
В архитектурном отношении ранняя церковь представляла собой трёхпролётное культовое сооружение, разделённую колоннами, с плоской крышей, тремя апсидами на востоке и эмпорой для монахинь на западе.

## Современное состояние

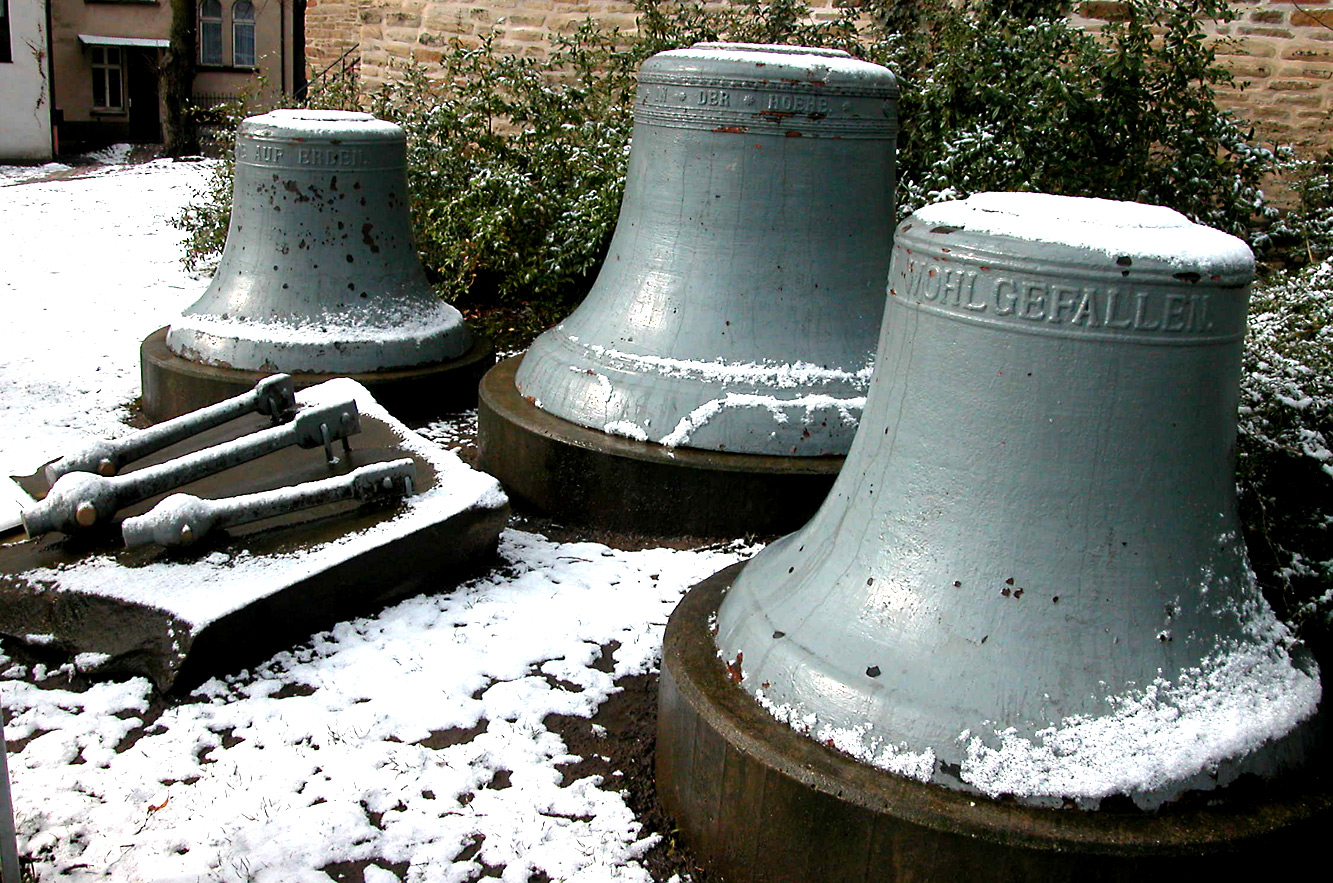
Старые церковные колокола

Современное здание церкви было реконструировано с таким расчётом, чтобы приблизить его к первообразу романского стиля. Абсиды и хор были снабжены прямыми окончаниями, со стен удалены все неиспользуемые в церковных службах украшения и детали.
В 1908 году в неороманском стиле была полностью реконструирована колокольня. Старые колокола, имеющие историческую ценность, в настоящее время помещены в виде экспозиции на земле снаружи здания сразу за центральной апсидой.
На северо-западной части территории церкви располагается ряд исторических надгробных камней.
Церковь проводит, но нечасто, культовые собрания, конценты и различные мероприятия. Для паломников и туристов двери церкви почти всегда закрыты.